# Arnín
Arnín es una aldea y una parroquia del concejo asturiano de Villaviciosa, en España.
La parroquia tiene una extensión de 1,24 km² en la que habitan un total de 7 habitantes. Comprende las poblaciones de Arnín (4 habitantes), Cardegoda (casería, deshabitada) y El Cayo (casería, 3 habitantes).
Pese a pertenecer administrativamente a Villaviciosa, la administración eclesiástica ubica la cabecera de la parroquia en la población aneja de Pivierda, en Colunga. La mitad del puente que da entrada a Arnín marca la división de ambos concejos, separados en este punto por el río.
La aldea de Arnín se encuentra a unos 80 metros de altitud sobre el nivel del mar, a 16,5 km de la capital del concejo. Se accede a ella por las carretera VV-12 y AS-332.